# Carole Rossi
Pour les articles homonymes, voir Rossi.
Carole Rossi, est une chercheuse en science des matériaux et directrice de recherche française. Elle dirige ses recherches au laboratoire d'analyse et d'architecture des systèmes. En 2022, elle reçoit la médaille d'argent du CNRS.

## Biographie
En 1997, Carole Rossi soutient sa thèse de doctorat en science des matériaux sur les microsystèmes électromécaniques à l'Institut national des sciences appliquées de Toulouse sous la direction de Daniel Esteve. Elle effectue ensuite ses recherches postdoctorales à l'Université de Californie à Berkeley aux États-Unis. En 1998, elle entre au CNRS et intègre le laboratoire d’analyse et d’architecture des systèmes. De 2009 à 2013, elle codirige ATLab, un laboratoire international en nanotechnologies entre le CNRS et l’université de Dallas. En 2016, elle crée l'équipe Nano-ingénierie et intégration des oxydes métalliques et de leurs interfaces (NEO).
Elle reçoit la médaille d'argent du CNRS en 2022 pour ses travaux sur les nanomatériaux et les microsystèmes électromécaniques. Elle propose d'intégrer des matériaux énergétiques dans ces microsystèmes, les pyroMEMS et développe une nouvelle technologie nommée micropyrotechnie.

## Distinctions et récompenses
- 2022 : Médaille d'argent du CNRS[2]
- 2019 : Bourse Advanced Grant du Conseil européen de la recherche pour le projet PyroSafe[3]